# Francis Bacon (pintor)
Francis Bacon (Dublín, 28 de octubre de 1909-Madrid, 28 de abril de 1992) fue un pintor británico de estilo figurativo idiosincrásico, caracterizado por el empleo de la deformación pictórica y gran ambigüedad en el plano intencional. Fue autor de 584 pinturas y alrededor de 600 dibujos.
Considerable ambivalencia puede además ser detectada en comentarios suyos, tales como «quisiera que mis pinturas se vieran como si un ser humano hubiera pasado por ellas, como un caracol, dejando un rastro de la presencia humana y un trazo de eventos pasados, como el caracol que deja su baba» o «acaso algún día logre capturar un instante en toda su violencia y toda su belleza».

## Biografía

### Pintor anglo-irlandés

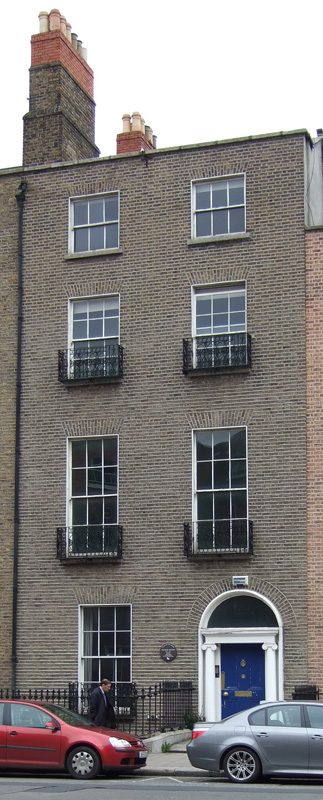
Casa natal de Bacon en Dublín.

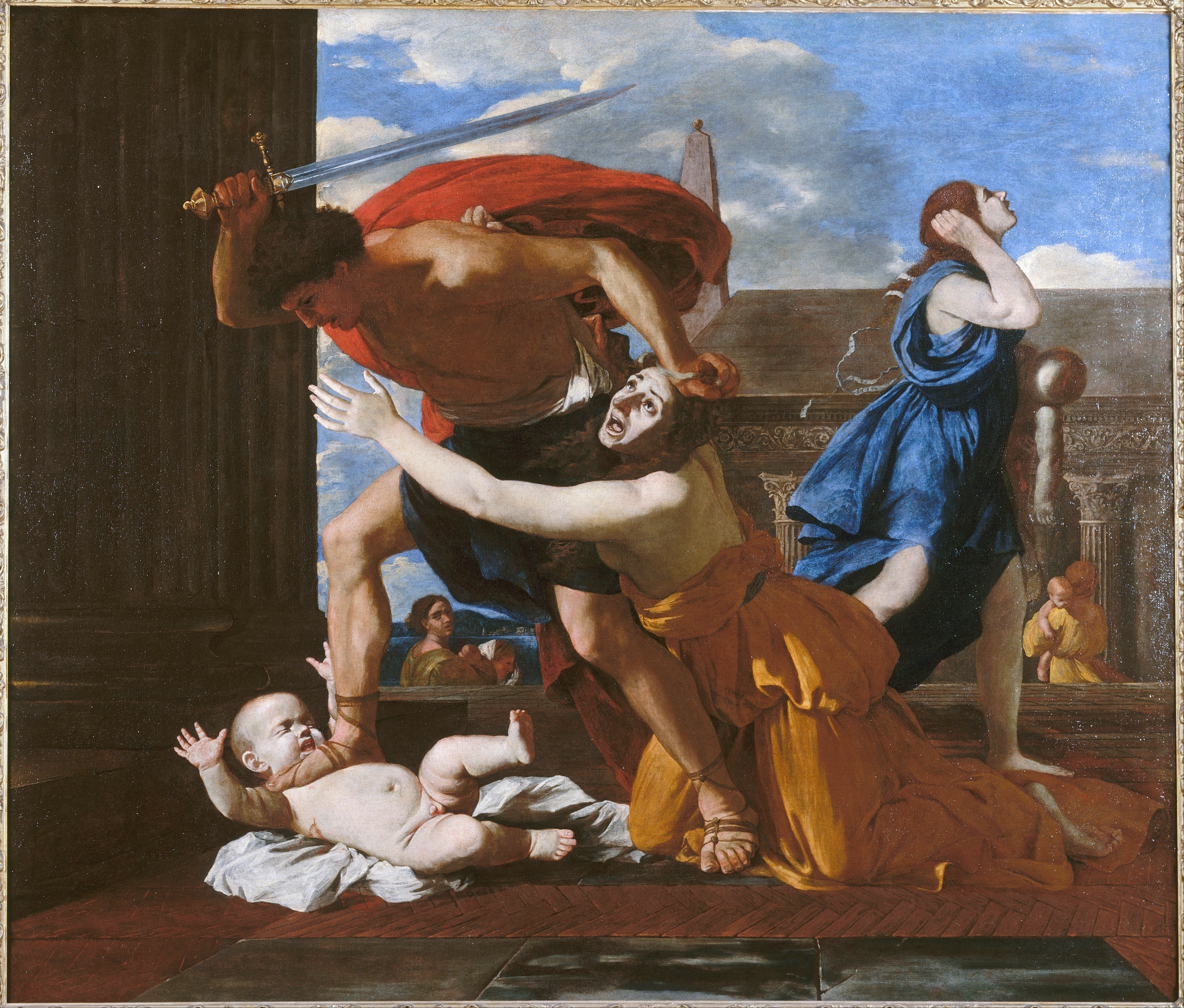
Nicolás Poussin, La masacre de los inocentes, 1625-30. Musée Condé, Chantilly.

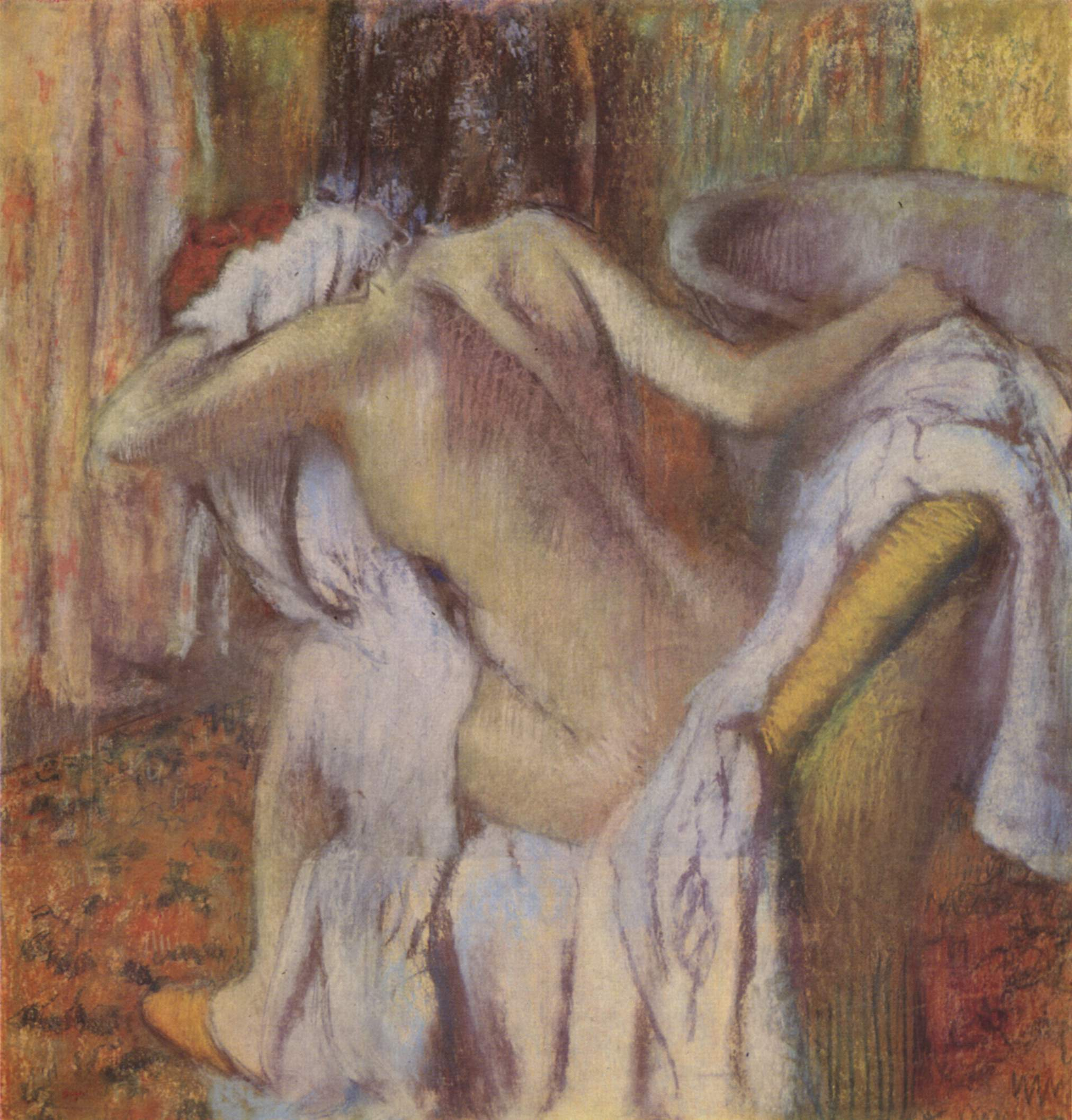
Edgar Degas, Después del baño, pastel, 1903. National Gallery, Londres. Se trata de un trabajo sumamente apreciado por Bacon, quien se interesó por él dada la vulnerabilidad que emana del mismo: "Conoces sin duda ese hermoso pastel de Degas en la Galería Nacional; una mujer que se seca la espalda. Si te fijas en la parte superior de la columna, verás que casi sale por completo de la piel."

Subiendo escaleras, animación a partir de cronofotografías tomadas por Muybridge en 1884-85.

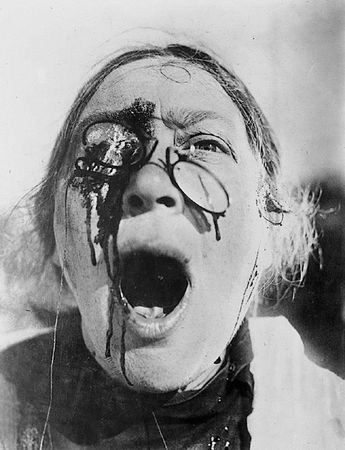
Fotograma con primer plano de nodriza con disparo recibido en el ojo, proveniente de la película muda El acorazado Potemkin (Sergei Eisenstein, URSS, 1925). Bacon: "Hubo un tiempo en que tenía la esperanza [...] de hacer el mejor cuadro del grito humano."

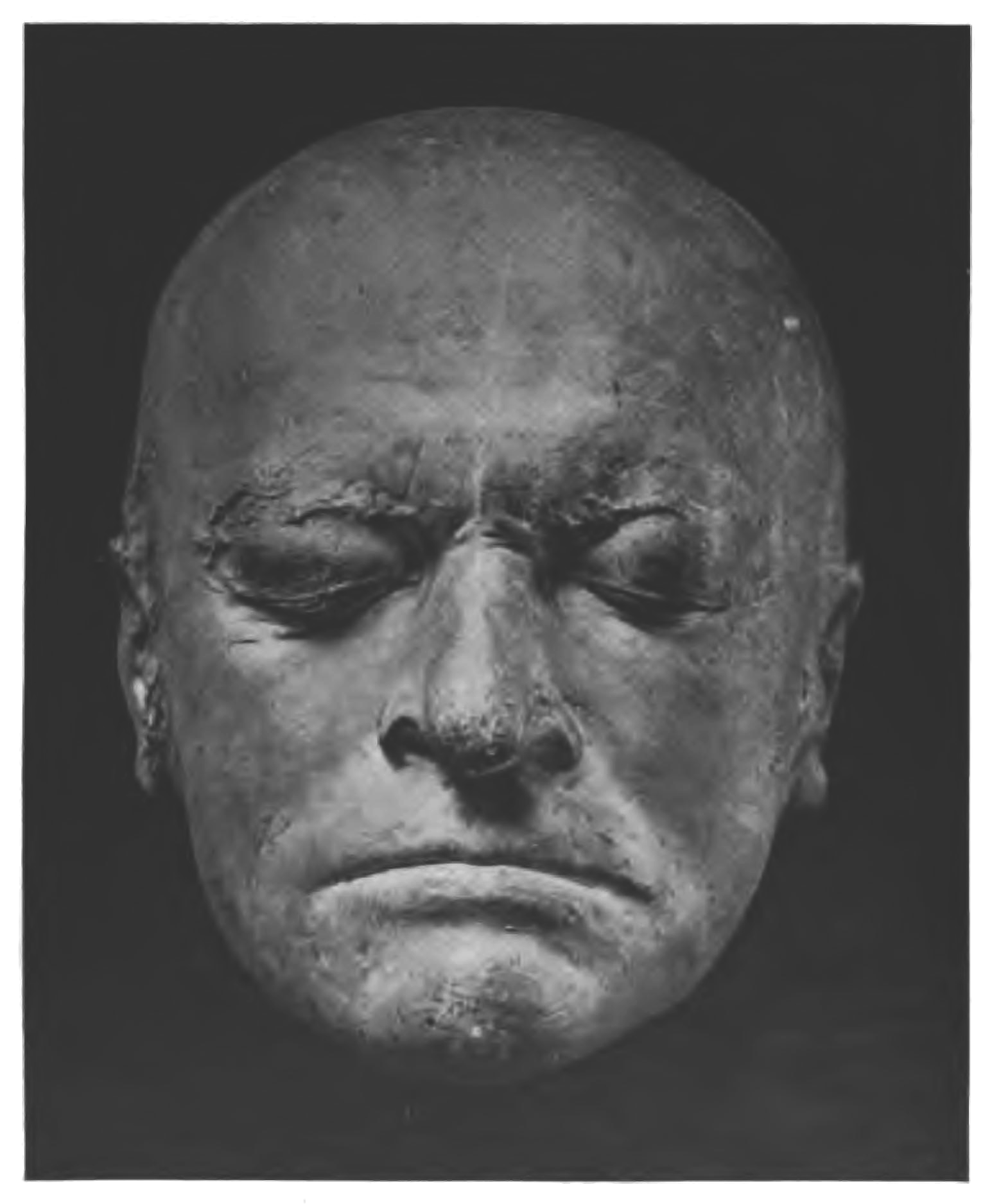
Máscara mortuoria de William Blake. Bacon poseía en su estudio una copia de ella y la empleó como modelo para su pintura Estudio para retrato III (a partir de la máscara mortuoria de William Blake), 1955.

Nació en Dublín en 1909. Parte de su niñez transcurrió tanto en Irlanda como en Inglaterra, siendo su padre británico, nacido en Australia, y su madre inglesa. Desde 1925 residió en Londres, donde permaneció y trabajó durante 67 años, desarrollando allí casi toda su producción artística. Bacon se consideraba un pintor británico. En 1937 participó en la muestra de diez Jóvenes Pintores Británicos, organizada por Eric Hall en Agnew's, Londres. En 1945, expuso en Londres, junto con los artistas ingleses Henry Moore y Graham Sutherland, su pintura Tres estudios para figuras al pie de una crucifixión (c. 1944), tríptico que, según el propio Bacon, marcó el punto inicial su carrera plástica. En 1950, obra de Bacon es incluida en la exposición Los últimos cincuenta años en el arte británico, presentada en la Galería Knoedler de Nueva York. En 1956, el primer autorretrato de Bacon y seis pinturas suyas inspiradas por una imagen de Van Gogh fueron incluidas y exhibidas en la muestra Maestros de la Pintura Británica, 1800-1950, presentada en el Museo de Arte Moderno de Nueva York. En 1960, la obra de Bacon figura en Pintura británica 1700-1960, muestra que tiene lugar tanto en Moscú como en Leningrado.

### Infancia y pubertad
Su padre era un militar británico retirado que se dedicaba a criar y entrenar caballos de carreras en Dublín. En 1914, debido a la Primera Guerra Mundial su familia se mudó a Londres. Entre 1914 y 1925 la familia Bacon vivió trasladándose intermitentemente de Inglaterra a Irlanda y viceversa. Debido a ello, su infancia no fue fácil. Padecía además de asma crónica y careció de un marco escolar regular, dado que su enfermedad le impedía acudir al colegio. Cuando sufría ataques asmáticos fuertes solían administrarle morfina.
En la pubertad, Francis Bacon se sentía atraído sexualmente por su padre, llegando además a consumar "asuntos" con los mozos irlandeses que trabajaban en las caballerizas del exmilitar. En 1925, al enterarse su padre de las inclinaciones homosexuales de su hijo, lo excluyó del hogar familiar a la edad de 16 años, enviándolo con un amigo de la familia a Europa continental para que hiciera de él "un hombre". Bacon partió con el amigo de su padre a Berlín, donde, irónicamente, terminó por seducir a ese acompañante, para entregarse luego a todos aquellos placeres que la Alemania de los "Dorados Veinte" tenía para ofrecerle.

### Comienzos artísticos
Entre 1927 y 1928 Bacon residió en Berlín y París. Luego de estar durante dos meses en Berlín se dirigió a Francia, visitando París y viviendo durante medio año cerca de Chantilly, alojado por una pianista y aficionada al arte que había conocido en una exposición parisina. En ese período descubrió y admiró La masacre de los inocentes, óleo de Poussin conservado en el Museo Condé sito en dicha localidad. Este cuadro despertó en él, según dijo alguna vez, un gran interés tanto por la boca como por el grito. En la Galería Rosenberg de París, tras visitar una muestra que incluía con las figuras antropomorfas de Pablo Picasso, Bacon decidió hacerse pintor.
De regreso a Londres, Bacon tomó algunas clases informales de dibujo y pintura con el artista australiano Roy De Maistre y, trabajando además como autodidacta, realizó sus primeras obras a partir de 1929. Realizó acuarelas, gouaches y óleos, pero su quehacer no fue inmediatamente reconocido y ello lo condujo a destruir parte de su producción. Para 1930 trabajaba en Londres como decorador de interiores y diseñador de muebles modernos. 
Es hacia 1944 cuando finalizó su tríptico Tres estudios de figuras al pie de una crucifixión, cuadro tripartito con extrañas criaturas que en su momento generó polémica y es hoy considerado ser uno de los más originales e inquietantes del arte del siglo XX.
A través de esa obra, que marca el inicio de la madurez artística en la carrera de Bacon, el pintor tácitamente decidió que el tema de sus pinturas sería tanto la vida en la muerte como la muerte en la vida. Buscó expresar su condición vital, ligada esta también a su lado autodestructivo. Michel Leiris le sugirió que el masoquismo, el sadismo y otro tipo de manifestaciones similares, en realidad, eran tan solo maneras de sentirse más humano. Bacon por su parte pintó la figura humana expuesta y vulnerable, deformada y mutilada, logrando así expresar "la soledad, la violencia y la degradación".
Para 1945 Bacon desarrollaba ya un estilo propio e inconfundible, que años más tarde se tornaría obsesivo y hasta casi redundante o repetitivo. En 1949, el Museo de Arte Moderno de Nueva York (MOMA), compró una impresionante obra suya titulada Pintura 1946, que presenta dos figuras inciertas más una de ellas suspendida como si estuviese crucificada. También en 1949 Bacon comenzó a desarrollar una serie de variaciones fantasmagóricas sobre el Retrato de Inocencio X de Velázquez, llegando a realizar no menos cuarenta de esos "papas". Curiosamente, Bacon los pintó guiándose por fotografías y, cuando tuvo la oportunidad de contemplar el original de Velázquez en Roma, se negó rotundamente a hacerlo.

### Pintor singular y obra extraordinaria
Francis Bacon realizó algunas de las pinturas más impactantes y desgarradoras del arte contemporáneo. Margaret Thatcher, también conocida como la "Dama de Hierro", alguna vez despreció la obra de Bacon, describéndola en términos de "asquerosos trozos de carne". Sin embargo, la enigmática obra de Bacon involucra no poco magnetismo sobre el espectador.
El carácter de Bacon era tan atípico como poco dado a llamar la atención. Le gustaba vivir la vida plenamente, incluso si para ello le era necesario correr riesgos considerables. Hombre sádico e incorregiblemente destructivo, el piloto Peter Lacy fue su primer gran amor, lo conoció en 1952 y después de una tormentosa relación de ocho años con Bacon, en la que Lacy solía destruir sus pinturas y una vez hasta llegó a arrojar al artista a través de una placa de vidrio, Lacy se mudó a Tánger, donde el exceso de alcohol lo condujo a suicidarse en 1962. Durante los años cincuenta y las postrimerías de los años sesenta, Bacon realizó varios retratos de Lacy; a él, Bacon lo representó en la serie titulada Hombre en azul, reflejando luego su personalidad a través de imágenes drásticamente distorsionadas y a menudo tituladas mediante el uso de iniciales: Estudio de retrato para P.L. (1962) y Estudio para un retrato de P.L. (1964).
En 1963, Bacon descubrió a George Dyer, su amante y modelo durante ocho años: lo sorprendió robando en su taller y, acto seguido, le propuso que podía llevarse todo lo que quisiera, solo si antes se acostaba con él. Su relación fue intensa, inestable e imprevisible. Dyer fue modelo de Bacon y llegó a ser la principal fuente de inspiración para muchos de los cuadros que Bacon realizó particularmente entre 1963 y 1971, año este último en el que Dyer, entonces sumamente depresivo y contando ya con dos intentos previos de suicidio, consiguió esta vez lograr su cometido y se suicidó habiendo ingerido una importante dosis de píldoras para dormir mezcladas con alcohol. A pesar de ello, Dyer es el más conocido de los amantes de Bacon y ello en parte se debe a que el artista inmortalizó su suicidio a través de obras suyas en las que representó los instantes finales de Dyer sobre el lavatorio de una habitación de hotel, la noche en que se inauguraba la retrospectiva del pintor en el Grand Palais de París.
Hacia 1975 Bacon inició una relación más estable, con John Edwards, quien subsecuentemente heredó sus bienes: unos 11 millones de libras esterlinas.
Cada día para Bacon se dividía en dos. Por la mañana siempre pintaba. Para con su quehacer plástico poseía la rutina diaria de un trabajador serio. A partir de la tarde se vestía con sobriedad y concurría al pub del que era un incondicional —The Colony Room—, para dedicarse a la bebida y, eventualmente, dar luego rienda suelta a sus proclividades y apetitos sexuales. Si bien existen numerosas anécdotas acerca de él, Bacon llevaba una vida bastante solitaria y poco dada a escándalos. Y pese a no haber completado ninguna educación formal, el pintor era un hombre cultivado y se interesaba por asuntos profundos. Al considerarlos, sin embargo, podía fácilmente tomar cierta distancia de ellos a través del sarcasmo y recurriendo al factor sorpresa, tal como sucedió, por ejemplo, cuando el crítico de arte David Sylvester alguna vez le preguntó a qué edad llegó a comprender que la muerte también le llegaría él algún día, para obtener el siguiente comentario por parte de Bacon:

Me di cuenta cuando tenía diecisiete años. Lo recuerdo muy bien, muy claramente. Recuerdo que estaba mirando una cagada de perro sobre la acera y de pronto lo comprendí; ahí está, me dije: así es la vida. Curiosamente, [esa idea] me atormentó durante meses, hasta que llegué, como si dijésemos, a aceptar que uno está aquí, existiendo durante un segundo, y que le aplastan luego como a una mosca contra la pared.
Bacon, 1975.

La actuación y el saber fingir era también parte de su estrategia artística. Bacon cuidaba su imagen como artista y la imagen que su obra daba al espectador. En varios sentidos hasta era el censor de quienes trabajaban con él, reteniendo información acerca de su persona y no permitiéndole a nadie publicarla. Debido a ello, el aproximarse a algunos datos biográficos de Bacon desde el plano de la total certitud puede ser tan arriesgado como caminar sobre una placa de hielo fino; no en vano la vaguedad e indeterminación de las palabras de Bacon suelen ir acompañadas de un dejar abiertas varias posibles lecturas de las mismas:

La pintura que me excita [...] destraba todo tipo de válvulas de sensación en mí, las que me devuelven a la vida violentamente.
Bacon, 1975. 

Asimismo, Bacon se había referido con anterioridad a su pintura como "un intento de traer la cosa figurativa sobre el sistema nervioso más violentamente y más incisivamente" que cualquier expresión abstracta, resumiendo entonces la naturaleza específica de su deseo en los siguientes términos:

Cuánto más claro y más preciso [el deseo], mejor. Por supuesto, cómo ser claro y preciso es actualmente una cosa terríblemente difícil. Y creo que ese es el problema de todos los pintores de hoy, o por lo menos de [todos aquel]los pintores que poseen un tema o algo figurativo en su obra. Ellos quieren hacerla sólo más y más precisa; pero [a través] de una precisión muy ambigua.
Bacon, 1962.

De ello se deduce que Bacon no solo se interesaba por el arte figurativo sino también por introducir en su propia pintura esa "muy ambigua precisión" de la que habló en 1962, ingrediente que trabaja como una espada de doble filo sobre el espectador y le permite a su vez al artista expresar contenidos autobiográficos desde un plano de vaguedad e imprecisión.
Curioso y desordenado, Bacon acumulaba en su taller innumerables recortes de prensa y fotografías de obras de arte del pasado. También le interesaban las películas mudas mostrando la figura humana en estado de locomoción, así como también aves y demás animales, pues le fascinaba el movimiento de los seres vivos. El taller de Bacon estaba tan desordenado, que el artista debía frecuentemente pisar sus fuentes visuales de inspiración para poder así lograr llevar a cabo su trabajo en el mismo. Solía desechar toda obra suya con la que no estuviese suficientemente satisfecho. Tras la muerte del pintor, el taller de Bacon fue donado por Edwards a la Galería Municipal de Arte Moderno de Dublín, donde, luego de haber sido desmontado y trasladado, fue reconstruido con precisión arqueológica, como si fuera una obra de arte en sí mismo. 
Bacon visitaba el Museo del Prado cada vez que podía hacerlo; a veces incluso en privado, mientras el museo permanecía cerrado al público. Sus últimos viajes a Madrid se debieron en parte a la relación que mantenía con un español, José Capelo.
Entre el 3 de febrero y el 19 de abril de 2009 el Prado acogió una exposición antológica de Bacon que fue conmemorativa del centenario de su natalicio y que fue organizada junto con la Galería Tate de Londres y el Museo Metropolitano de Arte de Nueva York.
En 2024 se realizó la muestra Human Presence en la National Portrait Gallery de Londres con 55 de sus mejores pinturas.

### Declaraciones y entrevistas filmadas
Bacon fue un artista sumamente mediático y uno de los pocos en su tiempo que se expresó en innumerables oportunidades acerca de su obra y la relación de la misma con lo que él consideraba ser el trasfondo de la Historia del Arte y la producción de sus colegas contemporáneos, a quienes por lo general se refería con declarado desdén: en 1968, por ejemplo, Bacon no dudó en referirse a Jackson Pollock en los inesperados términos de "viejo confeccionista de encajes y puntillas". Con todo, Bacon siempre sintió una profunda e inamovible admiración por Pablo Picasso así como por Alberto Giacometti. El pintor respetaba además el legado de los grandes maestros del pasado y llegó a montar una exposición del mismo organizada según los propios criterios de Bacon.
Diversas entrevistas con Francis Bacon fueron registradas y filmadas en Londres y en París, especialmente entre 1960 y 1985. Entre las más memorables merecen ser indicadas las conversaciones filmadas por la BBC de Londres, donde Bacon dialoga con su mentor, el crítico de arte David Sylvester. El contenido de esos encuentros, sostenidos entre 1962 y 1974, fue compilado en un libro publicado en inglés en 1975 y cuya versión en español se titula Entrevistas con Francis Bacon.
Bacon concedió entrevistas a David Sylvester, Peter Beard y Hugh Davies.

## Obra plástica
La obra pictórica de Francis Bacon se inscribe en el marco de la pintura figurativa realizada después de la Segunda Guerra Mundial, el así denominado "arte de posguerra".
Si bien el período en cuestión estuvo ampliamente dominado por la abstracción como tendencia artística, el arte figurativo contó con la obra de maestros tales como Picasso, Matisse, Chagall, Dalí y Giacometti, así como también con la producción de nuevos artistas, entre quienes destacaron Balthus, Bacon y Dubuffet. Temáticamente, existen afinidades particularmente entre la producción de Bacon y la de Giacometti:

Mucho del аrte de Europa que siguió a la Segunda Guerra Mundial parece reflejar una respuesta a la guerra y sus consecuencias. Dos figuras dominantes en el arte europeo de los años cuarenta y cincuenta fueron el pintor británico Francis Bacon y el escultor con base en París Alberto Giacometti. Las figuras de Giacometti están enflaquecidas, a veces mutiladas; Bacon compara a los seres humanos con animales o incluso con reses de carne y sus rostros a menudo contienen una boca gritando silenciosamente. En ambos, los seres humanos aparecen aislados y solitarios.
Nicholas Serota.

Estilísticamente, a lo largo de su carrera Bacon recurrió tanto al surrealismo como al expresionismo, mas su obra pertenece a aquello que se denomina Nueva Figuración o Arte Neofigurativo, tendencia de posguerra que retoma la figura humana pero a su vez también la distorsiona. Bacon posiblemente sea el representante más destacado de la mencionada tendencia. A la pintura de Bacon también se la considera en términos de "Arte Existencialista". Y, si bien todas las designaciones mencionadas son pertinentes en el caso de Bacon (y a veces incluso complementarias entre ellas), lo cierto es que la pintura de Bacon suele por lo general resistirse a ser clasificada. Y ello no es accidental: a lo largo de su carrera como pintor, Bacon declaró no pertenecer a ningún movimiento artístico, sin por otra parte alinearse o identificarse con ninguno ellos. Solo Picasso representaba para Bacon la gran fuerza creadora e inspiradora, el referente artístico potente por excelencia y el punto de partida para toda posible contribución del anglo-irlandés en su quehacer plástico. En efecto, Bacon se inició en el arte desarrollando una línea pictórica postpicasiana y basándose en la vía abierta que Picasso dejó entre la figuración y la desfiguración.
Bacon plasmó considerable angustia en sus cuadros. Trabajó la representación de la figura humana pero desfigurándola y posicionándola en espacios cerrados e indeterminados.
Inicialmente la pintura de Bacon involucró una enorme tensión y una imaginería rayana al sensacionalismo; con el correr de los años, la tensión gradualmente tendió a mermar en su obra y el pintor llegó a crear imágenes que continuaron en cierta medida siendo inquietantes pero que también resultaban exultantes de esteticidad. La teatralidad y la magnificencia fueron dos factores cruciales en la producción artística de Bacon y, en buena parte, fue gracias a estos aspectos de su obra que Bacon alcanzó el éxito como pintor.
Según Bacon, su arte es en gran medida autobiográfico. Pero para desarrollarlo, Bacon recurrió a un sinnúmero de imágenes provenientes de la Historia del Arte, los medios de comunicación masiva, y fotografías e ilustraciones médicas provenientes de manuales diversos.
Algunas de sus primeras obras reflejan influencias de Picasso, otras incorporan elementos provenientes de la imaginería de Grünewald, Poussin, Rembrandt, Soutine y Cimabue; otras más poseen sus referentes en aquellas de Velázquez, Van Gogh, Miguel Ángel, Degas, Goya o Ingres. Pero en todos los casos, las fuentes de inspiración son drásticamente transformadas y trascendidas por la propia intervención de Bacon.
Crucifixión y animalidad, aislamiento y cópula, aprensión y crisis, deterioro, soledad, nostalgia y muerte son algunos de los temas frecuentemente abordados por Bacon en su imaginería pictórica.
En no pocas de sus pinturas Bacon evoca la violencia de la Segunda Guerra Mundial, entremezclándola con vivencias íntimas suyas. En su serie de Crucifixiones (1933-1968) y en un cuadro titulado Cabeza rodeada de flancos bovinos de 1954, Bacon rememora tangencial e insistentemente aquello que lo obsesiona: la agresividad del ser vivo y aquello que él entiende como su innata e inexorable inclinación hacia la violencia.
Los retratos y autorretratos constituyen una parte importante de las pinturas de Bacon, entre las que se destaca George Dyer en un espejo de 1968, obra donde el pintor sugiere la vulnerabilidad y la fragilidad del ser, que pertenece a la colección del Museo Thyssen-Bornemisza en Madrid. Bacon hizo retratos prescindiendo de poses tomadas del natural; los desarrolló a partir de fotografías; retrató por lo general a sus compañeros íntimos y amigos, también a gente famosa o por él muy bien conocida. Además de desarrollar varios retratos de Peter Lacy, George Dyer y John Edwards, Bacon retrató también a Henrietta Moraes, Isabel Rawsthorne, Muriel Belcher, Lucian Freud, Peter Beard y Michel Leiris, así como también a Hitler, Pío XII y Mick Jagger.
Desnudo tumbado y Figura recostada en un espejo son otras pinturas de Bacon que se exhiben respectivamente en el madrileño Museo Reina Sofía y en el Museo de Bellas Artes de Bilbao.

## Interpretación de su obra
Según el investigador argentino Mariano Akerman, "la imaginería del pintor británico Francis Bacon es un fenómeno extraordinario", por ser "original y provocativo" aunque "deja también perplejos a no pocos". Ello no es casual, dado que Bacon es un notable exponente tanto del arte figurativo como de la deformación pictórica. Considerando el carácter paradójico de la figuración desfigurativa desarrollada por Bacon durante el período de posguerra, Akerman observa que

El arte de Bacon es inusual tanto por sus formas como por su contenido. Complejo y contradictorio, al igual que el artista que lo ejecutó, es [también] extraño, intenso y problemático. Admirable y simultáneamente preocupante, ataca por sorpresa. Trabaja directamente sobre el "sistema nervioso" y abre "las válvulas del sentir". Resulta tan magnético como repulsivo. Es auténtico pero también inquietante. Se muestra profundo y frívolo a la vez. Atípico, quimérico, polivalente. Extremadamente sugestivo. Salvajemente humano.

## Críticos, medios de comunicación y homenajes póstumos
David Sylvester, quien a menudo ponderó la producción de Francis Bacon, fue también uno de sus principales promotores. Sin embargo, la obra de Bacon es por lo general respetada o rechazada de plano. Los críticos ingleses la recibieron desde la polarización: Melville aplaudió el quehacer de Bacon. Una aproximación equilibrada y objetiva de Bacon fue desarrollada por John Russell. Mientras que tanto en Inglaterra como en los Estados Unidos la prensa fue a menudo hostil para con Bacon, exactamente lo opuesto se dio en Francia. Michel Leiris escribió con entusiasmo acerca de la pintura de Bacon y algo similar ocurrió con Gilles Deleuze. Con todo, el estadounidense Sam Hunter tomó valiosas fotografías de las imágenes que Bacon acumulaba en su estudio como fuentes de inspiración para su obra. Michael Peppiatt también se interesó por los contenidos del estudio de Bacon.
Fuera de los catálogos oficiales de las muestras de Bacon y las publicaciones académicas o especializadas en arte, la prensa y los medios de comunicación masiva fueron casi sin excepción tendenciosos y sensacionalistas respecto a la producción de Bacon; recurrieron a ideas repetidas hasta el cansancio y perpetuaron no pocos estereotipos y rumores acerca de la vida privada del artista.
A diferencia de los escritos biográficos preparados por Alley, Sylvester y Russell, aquellos de Farson fueron rechazados por Bacon mientras el artista vivió. Los hoy publicados escritos de Daniel Farson, tal como él mismo lo reconoce en el prefacio de su libro, no constituyen una biografía de Bacon sino que son un conjunto de recolecciones y memorias expresadas por ese conocido de Bacon.
En 1998, la personalidad de Bacon fue cinemáticamente recreada por el director inglés John Maybury a través de una película titulada Love is the Devil (El amor es el demonio), donde Derek Jacobi encarnó a Bacon, mientras que su pareja, George Dyer, fue interpretado Daniel Craig. Pero Love is the Devil no es documental ni biografía oficial ninguna; tampoco ninguna pintura original de Bacon puede verse en dicha película, que contiene diversas escenas resultantes de la lectura personal que el propio Maybury ha hecho de una biografía no autorizada sobre el pintor. Es el subtítulo del film de Maybury el que aclara su propósito como cineasta, dejando claro que se trata de un "Estudio para un retrato de Francis Bacon".

## El mercado del arte

### Cotizaciones astronómicas
El arte de Francis Bacon ha experimentado un extraordinario repunte de precios en el mercado de las subastas. Apreciado solo por unos pocos conocedores y coleccionistas hasta que alcanzó su madurez, Bacon llegó a ver cómo los precios de sus obras ascendían en progresión geométrica ya a mediados de los años ochenta y principios de los noventa. Mas Bacon no llegó a vivir lo suficiente para presenciar este fenómeno en todo su alcance. Lo cierto es que Bacon parecía mantenerse ajeno a su éxito y es posible que quienes lo rodeaban se aprovecharan de él. La Galería Marlborough, con quien el artista trabajaba, fue acusada de explotarlo y dosificar la llegada de sus obras al mercado para elevar sus precios. Pero lo cierto es que Bacon tenía firmado un contrato de exclusividad con Marlborough Fine Art desde 1954, contrato que el pintor continuó renovando durante 38 años (hasta que murió). Heredero de Bacon, Edwards recibió, entre otras cosas, la magra suma de once millones de libras esterlinas. Acaso no sea exagerado sostener que desde que Bacon se unió a Marlborough Fine Art su fama sólo y entradas pecuniarias sólo se incrementaron. Y, desde mediados de los noventa y principios del siglo XXI, las obras de Bacon alcanzaron cotizaciones astronómicas.
Las dos pinturas existentes en el Museo Reina Sofía y el Museo de Bellas Artes de Bilbao se adquirieron en los años ochenta, antes de que las cotizaciones se disparasen. Según la revista Descubrir el Arte, el Desnudo tumbado se compró por 60 millones de pesetas; hoy se cotiza por encima de los 4000 (25 millones de euros). El polémico artista Damien Hirst pagó 23 millones de euros por una importante obra de Bacon, a quien elogió afirmando: «Jodió en el infierno». El magnate Román Abramóvich pagó 86 millones de dólares (54,5 millones de euros) por otra obra de Bacon titulada Tríptico 1976, a fin de regalársela a su novia, Daria Zhukova. Según la revista Hola, varios son los coleccionistas españoles que cuentan con obras de Bacon, un fenómeno bastante inusual por tratarse de un artista extranjero, tan cotizado y de estilo cuando menos inquietante. Alicia Koplowitz poseía un cuadro de Bacon, mas lo vendió porque le resultaba desagradable en casa: tomó una decisión equivocada, pues poco después los precios del artista se quintuplicaron. El empresario Juan Abelló acaso posea el mejor repertorio de Bacon en España, con dos trípticos y un raro dibujo de 1933.

### Récord mundial de venta en subasta pública
El 12 de noviembre de 2013 el tríptico de Bacon titulado Tres estudios de Lucian Freud (1969), que presenta tres impresionantes retratos del mencionado artista figurativo europeo del siglo XX, alcanzó el precio récord de venta en subasta pública, 142 405 000 de dólares, resultando así ser una de las tres obras más caras de toda la historia.
El cuadro en cuestión —un óleo dedicado al amigo y rival de Bacon— fue subastado por la firma Christie's en el Rockefeller Plaza de la ciudad de Nueva York en una operación que no llegó a durar seis minutos.
En un comunicado, la casa de remates Christie's expresó que «la obra fue vendida por 142.4 millones de dólares tras seis minutos de intensa puja en la sala y por teléfono». Hasta ese momento, el récord en materia de subastas correspondía a la venta de El Grito (pastel de Edvard Munch, 1895), que en mayo de 2012 había alcanzado los 120 000 000 de dólares.
Tres estudios de Lucian Freud es una pintura compuesta por tres lienzos. Muestra a Lucian Freud, las tres veces sentado en una silla contra un fondo amarillo. El cuadro formó parte de la gran retrospectiva de Francis Bacon en el Grand Palais de París (1971-72).
Referíendose a la importancia de los trípticos en su quehacer artístico, Bacon alguna vez expresó: 

Los trípticos son lo que más me gusta hacer, y pienso que eso puede estar relacionado con el deseo que algunas veces he tenido de hacer cine. Me gusta la yuxtaposición de imágenes separadas en tres lienzos diferentes.
Si mi trabajo tiene alguna calidad, a menudo siento que tal vez es en los trípticos donde se encuentra la mejor de ellas.

Nieto del padre del psicoanálisis, Lucian Freud solía por su parte describir a Bacon en términos tan categóricos como elocuentes: «el más sabio y el más salvaje».

## Influencia en las artes
La misteriosa e impredecible personalidad de Bacon llevó a Lucian Freud a retratarlo y a Ronald Kitaj a incluirlo como protagonista en algunas de sus obras.
La estética y temas acuñados por Bacon en sus pinturas inspiraron a artistas y creadores diversos, tanto en las artes visuales como en la danza y el cine. Entre los artistas plásticos que fueron influenciados por Francis Bacon se encuentran David Hockney, Carlos Alonso, Ygael Tumarkin y Norbert Tadeusz. Damien Hirst respeta profundamente el legado visual de Francis Bacon y lo reconoce como un referente crucial en su quehacer artístico.
Evidencian inspiración en el arte de Francis Bacon películas tales como El último tango en París (Bernardo Bertolucci, 1973), así como también La escalera de Jacob (Adrian Lyne, 1990) y La celda (Tarsem Singh, 2000). Acerca del personaje llamado Paul y encarnado en El último tango en París por Marlon Brando, el director italiano oportunamente declaró:

Quise que Paul fuera como las figuras que reaparecen obsesivamente en [los retratos de] Bacon: caras consumidas por algo que viene desde adentro.
Bernardo Bertolucci.

En 1998, se publicó una biografía fílmica titulada Love Is the Devil: Study for a Portrait of Francis Bacon.